# Высокое (Гребёнковский район)
Высо́кое (укр. Високе) — село,
Александровский сельский совет,
Гребёнковский район,
Полтавская область,
Украина.
Код КОАТУУ — 5320880402. Население по переписи 2001 года составляло 89 человек.

## Географическое положение
Село Высокое находится на левом берегу реки Слепород,
выше по течению на расстоянии в 2 км расположено село Почаевка,
ниже по течению примыкает село Семаки,
на противоположном берегу — село Александровка.

## История
- Село указано на трехверстовке Полтавской области. Военно-топографическая карта.1869 года как Рожествено[2]